# Here’s to You
Here’s to You (Nicola and Bart) ist ein Folksong der US-amerikanischen Sängerin und Politaktivistin Joan Baez. Er wurde 1971 als abschließender Teil des Soundtracks zum Film Sacco e Vanzetti veröffentlicht, einer Verfilmung des Prozesses der US-Justizbehörden gegen Sacco und Vanzetti, der in den 1920er-Jahren international Aufsehen erregt hatte. Der Liedtext stammt von Baez, die Musik wurde von Ennio Morricone komponiert.
Nach der Erstaufführung des Films adaptierten verschiedene andere prominente Interpreten dieses Lied mit eigenen teilweise mehrsprachigen Arrangements und Coverversionen. So entwickelte sich Here’s to You mit seiner eingängigen Melodie zu einer international verstandenen Hymne für die Opfer politischer Justiz, die bis in die Gegenwart nachwirkt und heute als Evergreen gilt.

## Hintergrund

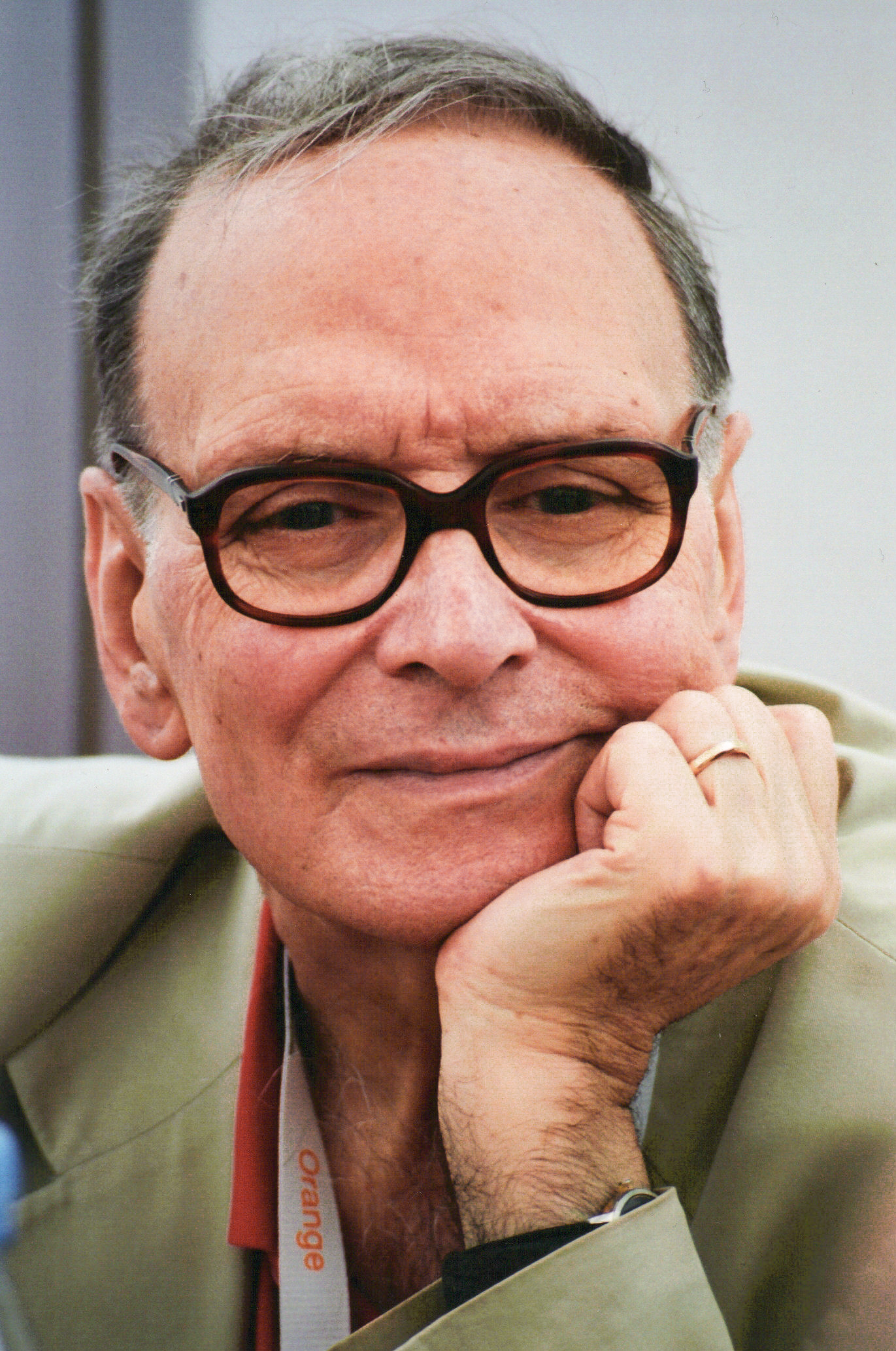
Ennio Morricone, der Komponist des Liedes (2007)

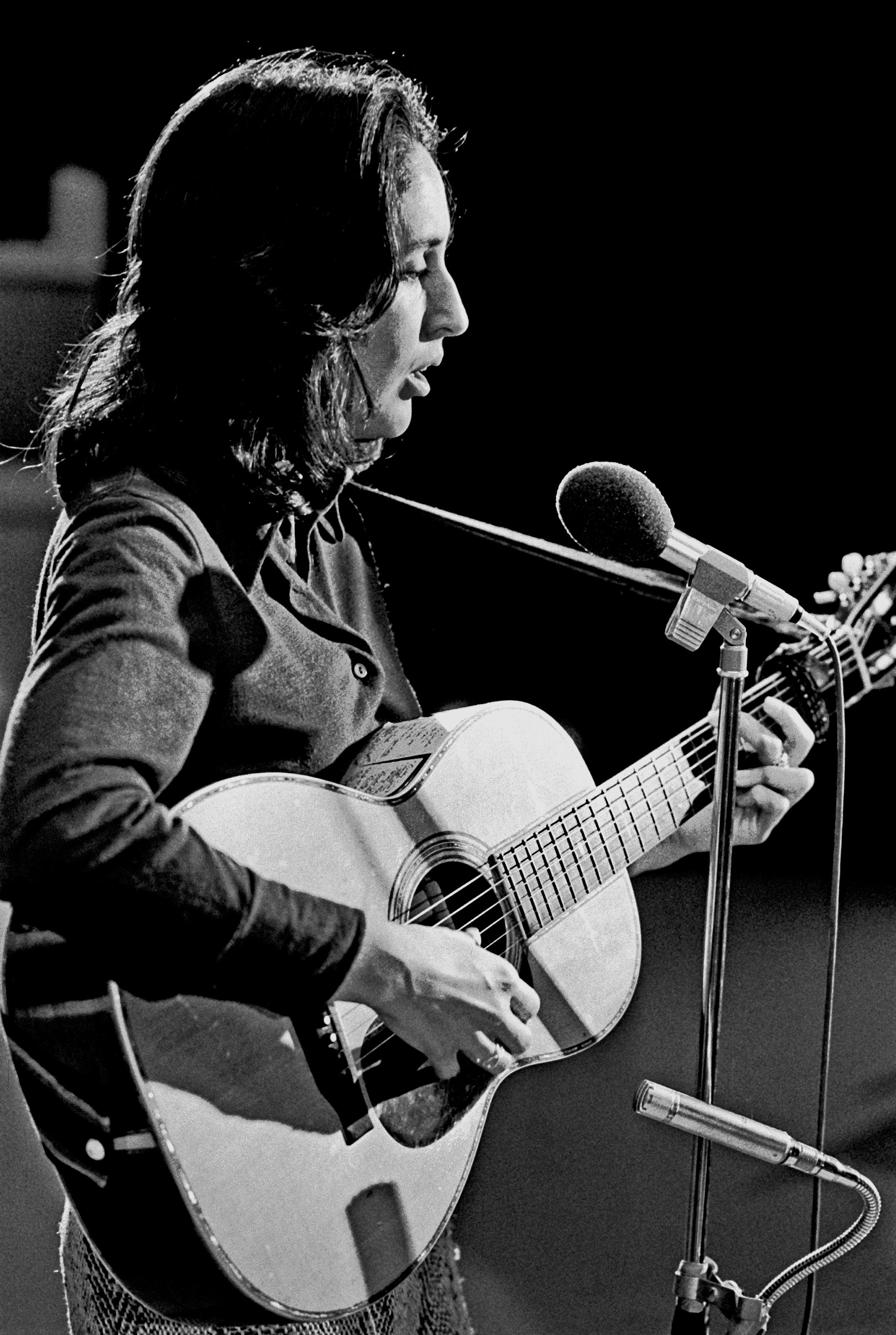
Joan Baez, Texterin und Sängerin des Liedes (1973)

Das Lied gedenkt der italienischstämmigen Anarchisten Nicola Sacco und Bartolomeo Vanzetti, die in den 1920ern in einem Aufsehen erregenden Prozess durch amerikanische Gerichte zum Tode verurteilt und am 23. August 1927 hingerichtet wurden. In der Öffentlichkeit wurden jedoch bereits im Verlauf des Verfahrens starke Zweifel an der Korrektheit der Prozessführung und dem anschließenden Schuldspruch geäußert, der vor allem durch die Abscheu vor den politischen Einstellungen und der Herkunft der Angeklagten motiviert gewesen sei, weniger durch eindeutige Beweise für den Raubmord, dessen sie angeklagt waren.
Baez’ Lied ist der dritte und letzte Teil der Ballad of Sacco and Vanzetti, die für den von Giuliano Montaldo gedrehten Film komponiert wurde. Er besteht aus vier Textzeilen, die acht Mal nacheinander wiederholt werden. Die letzten beiden Zeilen greifen einen Satz aus einem von Bartolomeo Vanzettis Briefen auf, in dem er schrieb:

“The last moment belongs to us, that agony is our triumph!”

„Der letzte Moment gehört uns, dieser Todeskampf ist unser Triumph!“

Baez wandelte diesen Satz zu „The last and final moment is yours, that agony is your triumph“. Der Song erreichte 1971/72 Chartpositionen in Frankreich (Platz 1 der internationalen Charts), Italien (als La Ballata di Sacco e Vanzetti), den Niederlanden, Belgien, Spanien, Israel und Argentinien, 1975 auch in Mexiko. In Frankreich wurden rund 790.000 Schallplatten verkauft. Das Lied entwickelte sich in den 1970er-Jahren zu einer Hymne der Menschenrechtsbewegung.
Verwendung fand das Stück unter anderem im dokumentarischen Episodenfilm Deutschland im Herbst (gemeint ist der Deutsche Herbst 1977), begleitend zu Beerdigungsszenen für die in der Justizvollzugsanstalt Stuttgart (Stammheim) durch Suizid verstorbenen RAF-Terroristen Andreas Baader, Gudrun Ensslin und Jan-Carl Raspe. Durch die Verwendung des Liedes schufen die Filmemacher einen direkten Bezug zum Fall der italienischen Anarchisten und gaben damit eine Interpretation vor, wie Staatsmächte überall auf der Welt mit antiautoritären Politidealisten verfahren würden.
Eine andere Deutung sieht darin einen bewussten Vergleich und Anschluss der Situation in Deutschland an frühere politisch linke Bewegungen und ihre Toten. Gleichzeitig drücke es als Überleitung zum Rahmensatz des Filmes („An einem bestimmten Punkt der Grausamkeit angekommen, ist es schon gleich, wer sie begangen hat: sie soll nur aufhören.“) die Hoffnung aus, dass die weitere Auseinandersetzung künftig auf friedlichem Wege erfolge.
Weitere Verwendung fand das Lied im Film Die Tiefseetaucher sowie den Computerspielen Metal Gear Solid 4: Guns of the Patriots und Metal Gear Solid V: Ground Zeroes.

## Adaptionen und Coverversionen
Das Lied wurde mehrfach adaptiert und gecovert
- Die französische Variante mit leicht abgewandeltem Text wurde von Georges Moustaki unter dem Titel Marche de Sacco et Vanzetti veröffentlicht. Weitere französischsprachige Adaptionen des Liedes wurden von Les Compagnons de la chanson und Mireille Mathieu (auf dem 1974 veröffentlichten Album Mireille Mathieu chante Ennio Morricone) aufgenommen.
- Eine griechische Version von The Olympians erschien im selben Jahr wie das Original unter dem Titel Ευχές για σας.
- 1972 adaptierte die israelische Sängerin Daliah Lavi das Lied in englischer, französischer und deutscher Sprache.
- Im selben Jahr veröffentlichte Franz Josef Degenhardt das Lied Sacco und Vanzetti. In seiner Adaption verknüpft Degenhardt das ursprüngliche Thema zusätzlich mit dem Fall der Frauenrechtlerin Angela Davis.[14] Diese Version wurde wiederum 1991 von der deutschen Punkband Normahl auf ihrem Album Blumen im Müll gecovert.
- Ebenfalls 1972 veröffentlichte Agnetha Fältskog eine deutsche Version zur Melodie des Liedes mit dem Titel Geh’ mit Gott, deren Text allerdings weder einen politischen Bezug noch einen Bezug zu Sacco und Vanzetti aufweist.
- 1997 interpretierte Nana Mouskouri das Lied zusammen mit Les Enfoirés in einer Mischung aus dem englischsprachigen Originaltext mit dem französischen Text von Georges Moustaki.
- 2006 veröffentlichte der Dance- und Electronic-Produzent und DJ Stéphane Pompougnac eine Coverversion unter dem Titel The Ballad of Sacco and Vanzetti. Das Stück war Teil der Compilation Hôtel Costes 9. Sängerin war die aus North Carolina stammende Linda Lee Hopkins. Zusätzlich zu der langen produzierte Pompougnac eine kürzere Akustikversion.[15]
- 2010 coverte Emma Marrone zusammen mit der Band Modà das Lied in englischer und italienischer Sprache (La ballata di Sacco e Vanzetti), brachte es als Single heraus und präsentierte es 2011 auf dem Festival della canzone italiana in Sanremo.
- 2011 veröffentlichte die türkische Band Bandista eine Variante mit dem Titel Selam Size auf ihrem Album Daima!.
- Für den Abspann des Computerspiels Metal Gear Solid 4: Guns of the Patriots schrieb Komponist Harry Gregson-Williams ein Arrangement, das von Lisbeth Scott eingesungen wurde.[12]
- Zusammen mit Hayley Westenra veröffentlichte Ennio Morricone den Song 2011 auf dem gemeinsamen Album Paradiso.